# Provincia de Cabo Delgado
Cabo Delgado es una provincia de Mozambique. Tiene una superficie de 78.778 km² y una población de 2 320 261 habitantes en 2017. Pemba es la capital provincial. También incluye los municipios de Mocímboa da Praia y Montepuez.
Dentro de sus ecorregiones se encuentran la selva mosaico costera de Inhambane y la sabana arbolada de miombo oriental.
También es una zona rica yacimientos submarinos de gas que están empezando a explotar multinacionales francesas y estadounidenses.
Desde 2017 la provincia es el foco de una insurrección islamista.

## Geografía
La provincia tiene una superficie de 80.145 km². Es la más septentrional de las provincias de Mozambique. Limita al norte con Tanzania, de la que está separada por el río Ruvuma; al este con el océano Índico; al sur con la provincia de Nampula de la que la separa el río Lúrio; y al oeste con la provincia de Niassa, siendo el límite el río Ruvuma.

## Población
Según datos de 2020 la población de la provincia es de 2.300.000 personas, de las cuales el 58 % es musulmana.
La población de la provincia se situó en 1.632.809 en el censo de 2007, frente a 1.284.000 en el censo de 1997. Su población está compuesta por Makuas, Makondés y Quimuanes.

## Historia
Ocupó la zona oriental de la Compañía de Niassa. Durante años ha sido una de las regiones más olvidadas de Mozambique. Durante la guerra de independencia entre 1964 y durante la guerra civil entre 1977 y 1992 Cabo Delgado presentó los mayores índices analfabetismo, desigualdad y malnutrición infantil del país.
En 2019 sufrió los estragos del ciclón Kenneth, que golpeó el norte de la provincia provocando al menos 38 muertos. Miles de casas quedaron destruidas.

## Explotación del gas
Varias multinacionales francesas como Total, Technip y EDF y estadounidenses como Anadarko se han instalado en la provincia para explotar sus reservas de gas. Estos proyectos económicos generalmente no son populares entre la población ya que van acompañados de la presencia de empresas internacionales de seguridad privada, una mayor militarización y el desplazamiento de personas. Además, constituyen una grave amenaza ambiental: «la zona costera afectada por este futuro mercado de gas alberga una flora y fauna excepcional, determinadas especies consideradas en peligro de extinción por la Unión Internacional para la Conservación de la Naturaleza, así como ecosistemas. raro. », señalaba en 2019 el diario L'Humanité.

## Insurgencia islamista
Según el primer estudio sobre la insurgencia islamista en el distrito de Mocimboa da Praia, en la provincia de Cabo Delgado, los rebeldes son financiados por el tráfico ilegal de madera y rubíes. El grupo, conocido localmente como “Al-Shabaab” - sin relación con el grupo Al Shabbaab que actúa en Somalia -  o como “Al-Sunna”, comenzó sus operaciones en Cabo Delgado primero como religioso pero a finales de 2015 decidió establecer células militares. El primer ataque importante se produjo el 5 de octubre de 2017 cuando una treintena de hombres armados lanzaron un ataque contra una comisaría de policía y un cuartel del ejército en Mocimboa da Praia y lograron robar numerosas armas y munición. Un año después las autoridades mozambiqueñas aseguraban que habían detenido a 470 miembros de esta secta por utilización de armas prohibidas, homicidio o mercenariado.
Desde 2017 el grupo ha sido responsable de numerosos ataques que han destruido importantes infraestructuras como edificios de la sede del gobierno y agencias bancarias.
En febrero de 2019 los yihadistas atacaron por primera vez a convoyes del grupo petrolero estadounidense Anadarko que prepara con otros grupos la explotación de gigantescos yacimientos de gas en altamar en esa región.
En junio de 2019 el grupo yihadista Estado Islámico afirmó por primera vez estar implicado en los combates contra las Fuerzas Armadas de Mozambique. Aunque según algunos expertos se duda que el EI esté presente, no se descartan conexiones con grupos locales radicales que exigen una aplicación estricta de la ley islámica.
Según datos de 2020 presentados por la ONG Armed Conflict Location and Event Data Project (Acled) desde 2017 a 2020 esta violencia ha causado más de 1100 muertos, de los cuales 700 eran civiles. Según las autoridades también ha provocado el desplazamiento de al menos 150.000 personas.

## División administrativa

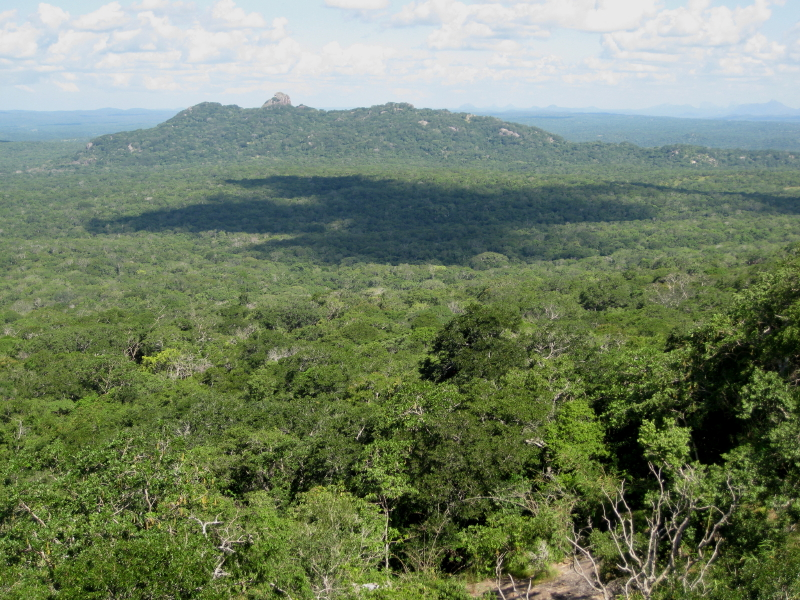
Bosque en Cabo Delgado

Provincia formada por los siguientes diecisiete distritos, que a su vez están subdivididos en puestos administrativos.
- Ciudad de Pemba, fundada como Puerto Amelia.
- Ancuabe:
  - Metoro,
  - Meza.
- Balama:
  - Impiri,
  - Kwekwe,
  - Mavala.
- Chiúre:
  - Chiúre Velho,
  - Katapua,
  - Mzeze,
  - Mamogelia,
  - Ocua.

- Ibo:
  - Quirimba.
- Macomia, 
  - Chai,
  - Mucojo,
  - Quiterajo.
- Mecúfi:
  - Murrebue.
- Meluco:
  - Muaguide.
- Mocimboa:
  - Mocimboa da Praia,
  - Diaca,
  - Mbau.
- Montepuez:
  - Mirate,
  - Nairoto,
  - Namanhumbir.
- Mueda: 
  - Chapa,
  - Imbuho,
  - Negomano,
  - Ngapa.
- Muidumbe:
  - Chitunda,
  - Miteda.
- Namuno:
  - Hucula,
  - Machoca,
  - Meloco,
  - Ncumpe,
  - Luli.
- Nangade: 
  - Ntamba.

- Palma:
  - Olumbe
  - Pundanhar
  - Quionga.
- Pemba Metuge:
  - Metuge,
  - Mieze.
- Quissanga:
  - Bilibiza,
  - Mahate.

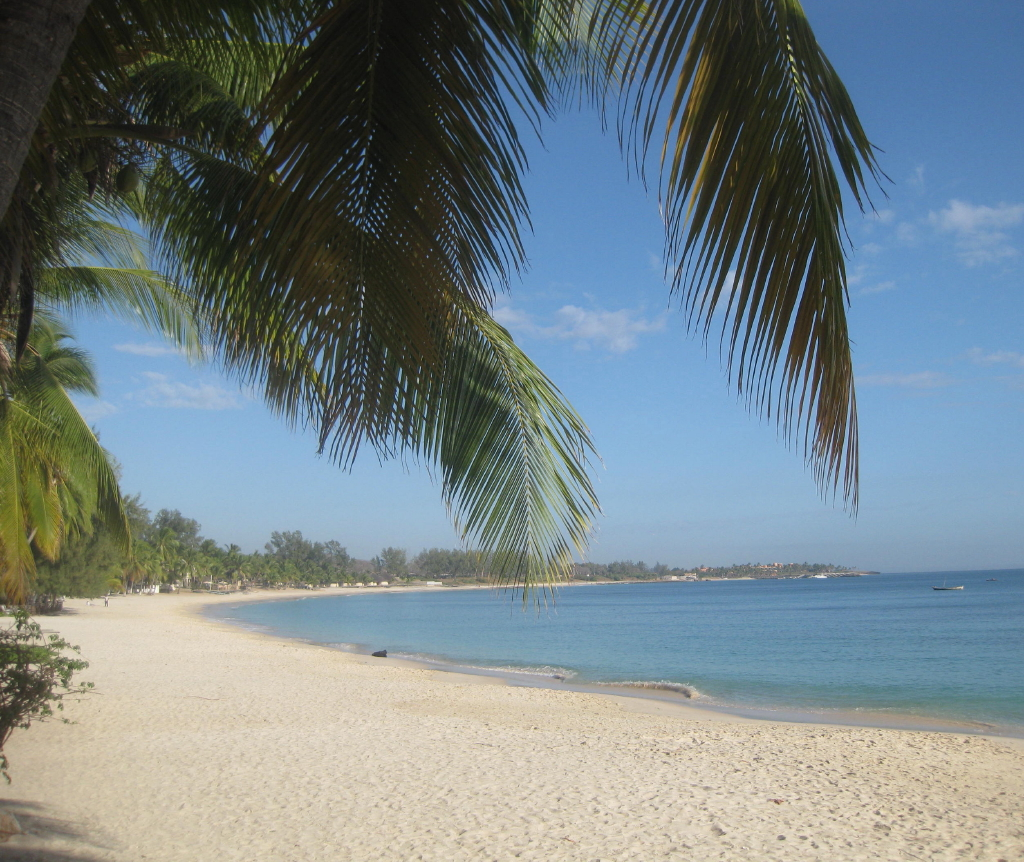
Playa de Wimbe

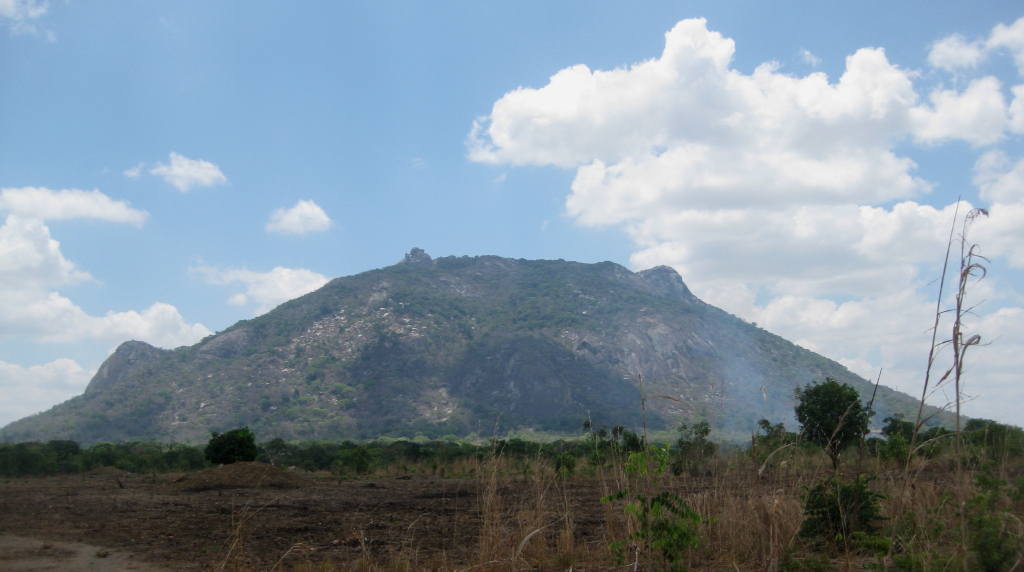
Monte Maco

Cuenta con las ciudades de Mocimboa da Praia, Montepuez y de Pemba, su capital.